# Пряник
Пря́ник (пря́ник, пря́нец, пря́ничек, перник) — мучное кондитерское изделие, выпекаемое из специального пряничного теста; печенье на меду или сахаре с пряностями. Для вкуса могут добавлять орехи, цукаты, изюм, фруктовое или ягодное повидло. На вид пряник, чаще всего, — слегка выпуклая в середине пластина прямоугольной, круглой или овальной форм, на верхней части обычно выполнены надпись или несложный рисунок, часто сверху нанесён слой кондитерской сахарной глазури.
Исторически, пряник — символ праздника, поскольку его ингредиенты не относились к дешёвым и повседневным.

## Этимология
Пряник происходит от прилагательного пряный, др.-рус. пьпьрянъ («пахучий», «острый на вкус»), которое, в свою очередь, образовано от основы перец, др.-рус. пьпьрь, пьпъръ, возможно, заимствованной из греческого. Тот же смысл имеют названия пряника и в других языках: фр. pain d'épice, исп. pan pepato (букв. перчёный хлеб), нем. Pfefferkuchen, нидерл. peperkoek, норв. pepperkake, швед. pepparkaka, латыш. piparkūkas, фин. piparkakku (перечный кекс). В русском языке слово зафиксировано с XVII века.

## История
Первое письменное упоминание о приправленных специями медовых лепёшках — около 350 года до н. э. Уже древние египтяне знали о них. Римляне знали «panus mellitus» — намазанные мёдом лепёшки, которые с мёдом же и выпекали.
Медовые лепёшки впервые в истории известны под названием «лебкухен» (сегодня это немецкие рождественские пряники), которые в известной нам сегодня форме первоначально были изобретены в Бельгии в городе Динан.
Первые пряники на Руси называли «медовым хлебом» около IX века, они представляли собой смесь ржаной муки с мёдом и ягодным соком, причём мёд в них составлял почти половину от всех других ингредиентов. Позже в «медовый хлеб» стали добавлять лесные травы и коренья, а в XII—XIII веках, когда на Руси начали появляться экзотические пряности, привезённые из Индии и Ближнего Востока, пряник получил своё название и практически окончательно оформился в то лакомство, которое известно нам. Вкусовое разнообразие русских пряников зависело от теста и, конечно, от пряностей и добавок, называемых в старину «сухими духами», среди которых наиболее популярными были чёрный перец, итальянский укроп, цитрусовые (померанцевая корка и лимон), мята, кориандр, ваниль, имбирь, кардамон, корица, анис, бадьян, тмин, мускат, гвоздика.
Для придания аппетитного жёлтого цвета пряничное тесто подкрашивали жжёным сахаром.
В Сибири при приготовлении пряников в тесто обычно добавляли молотые сушёные ягоды черёмухи, которые придавали пряникам тонкий миндальный аромат. Ещё в Сибири выпекали мелкие пряники из теста розового цвета, с добавлением молотых сушёных ягод малины или клюквы.
Пряники делали для подарков и именин, для свадебного обряда, для праздничных трапез, для украшения рождественских ёлок, для раздачи нищим. На некоторых пряниках оттискивали буквы алфавита, с их помощью дети могли учиться читать. Пряники было принято дарить в Прощёное воскресенье, которое приходилось на последний день Масленицы перед началом Великого поста. Пряники считали самым статусным подарком, что привело к появлению так называемого «подарочного» пряника, вес которого напрямую зависел от степени почтения, которую гость испытывал в отношении приглашающего. Эта традиция привела к тому, что «подарочные» пряники, приносимые в дар царю, весили до нескольких пудов. Такой пряник из-за его веса переносить было достаточно проблематично, поэтому его перевозили на специальных санях.
К XVIII—XIX векам производство пряников процветало в Перми, Архангельске (архангельские печатные пряники, украшенные специальным цветным сахаром), Курске (в том числе «коренские пряники», которыми славилась Коренная пустынь), Харькове, Рязани, Калуге, Коломне, Твери, Вязьме (см. вяземский пряник), Туле (см. тульский пряник), Москве (московские медовые пряники), Новгороде, Дмитрове, Городце (см. городецкий пряник), Покрове Владимирской области (покровский пряник), Нолинске (см.Нолинский пряник). Тверские пряничники держали магазины в Берлине, Париже и Лондоне. Во время визита в 1858 году Александра II в Дмитров вместо традиционных хлеба-соли царю поднесли огромный печатный пряник местного изготовления. В дмитровских музеях ещё сохранили доски-формы для традиционных дмитровских пряников «разгоня».
Среди европейских «пряничных» городов — немецкие Нюрнберг (нюрнбергские пряники), Ахен (ахенские пряники) и Франкфурт-на-Майне (франкфуртские пряники), польский Торунь, чешский Пардубице, Рига.
Начиная с XV века пряники стали неотъемлемой частью русской национальной культуры и присутствовали во всех сферах жизни: быту, празднествах и ярмарках, народных гуляньях, фольклоре.

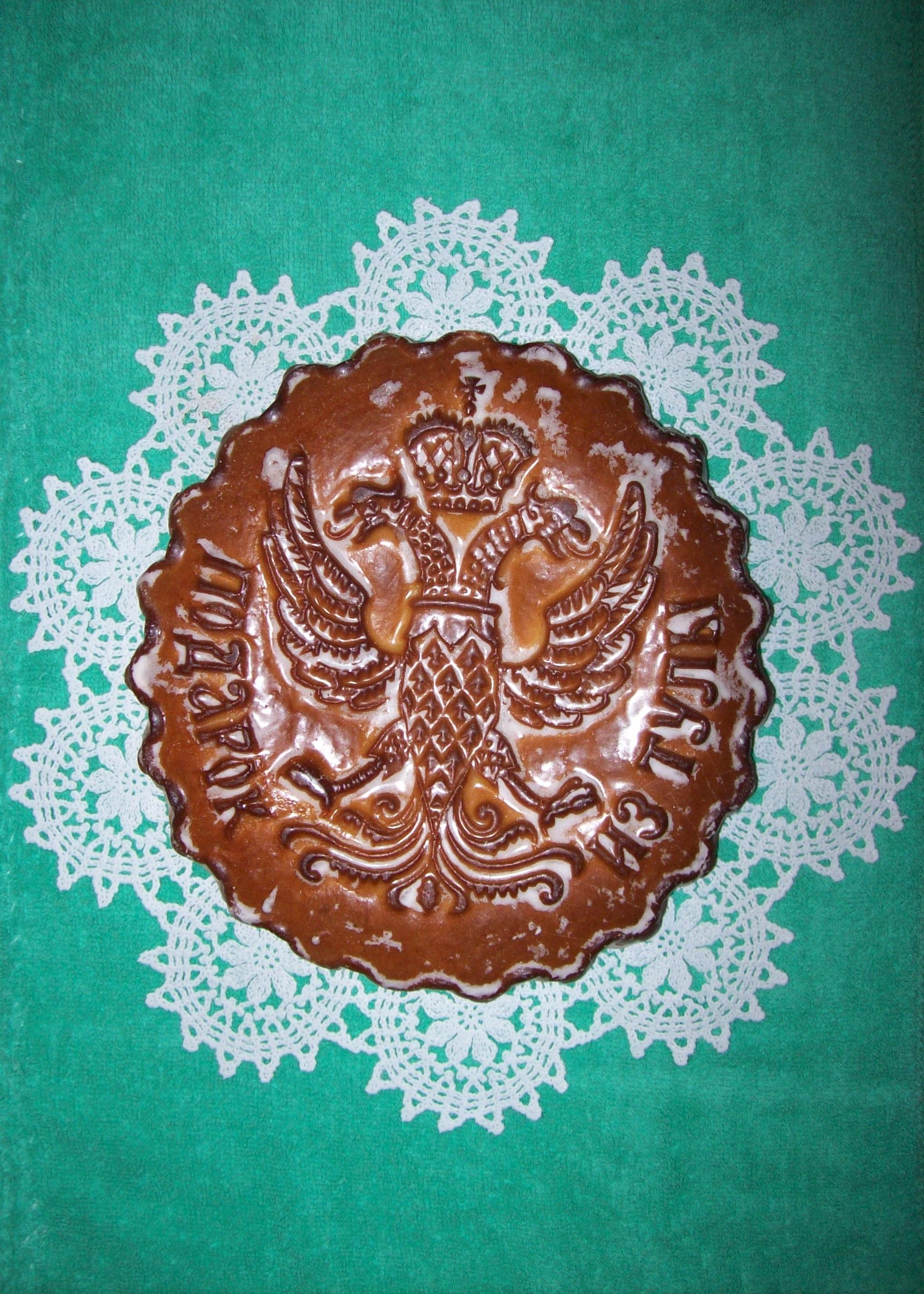
Тульский печатный пряник
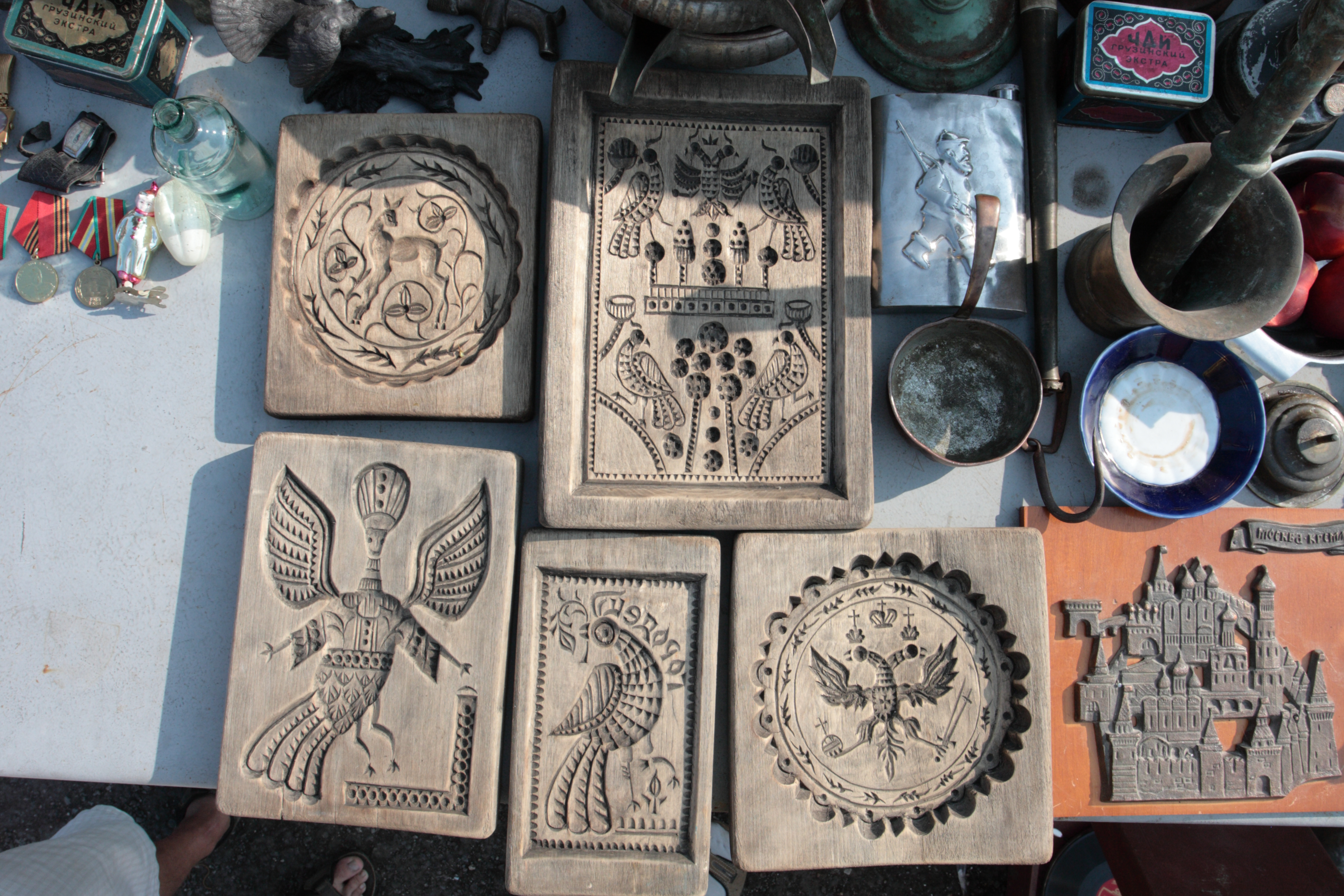
Пряничные доски для печати городецких пряников
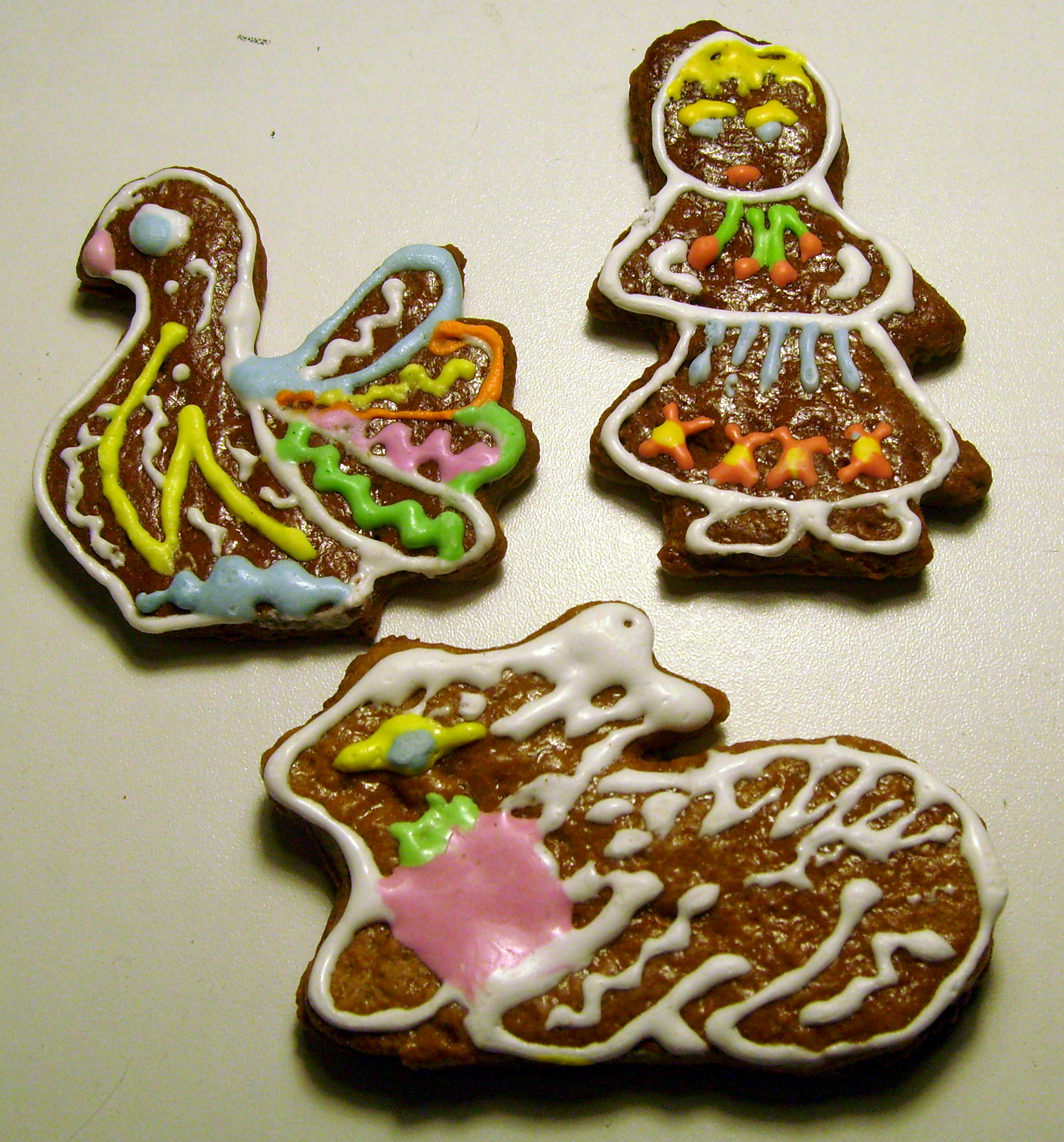
Архангельские пряники — козули

## Разновидности
По способу приготовления пряники делят на 3 вида: печатные, вырезные и лепные. Печатный — самый распространённый, изготавливали с помощью пряничной доски. В старину мастеров-изготовителей пряничных досок называли «знаменщиками». Любимым материалом «знаменщиков» была липа, но всё-таки пряничные доски чаще всего резали из нижнего ствола 30-летних берёз и груш. Доски вырезали толщиной около 5 см, потом сушили от 5 до 20 дней при естественной температуре в тени. Края досок смазывали смолой или воском. На готовую доску художник-резчик наносил рисунок.
Одной из разновидностей печатных пряников являются так называемые «разгонные» пряники или «разгони». Под конец трапезы хозяин вручал такие пряники особо засидевшимся гостям, намекая, что пора и расходиться.
Вырезной пряник вырезают из теста с помощью металлической формы — самый простой и эффективный способ приготовления.
Лепить пряники — самый древний способ; особенно распространён был на Севере.
Очень маленькие пряники, покрытые глазурью, круглой, овальной или полукруглой формы, без начинки, в Туле и некоторых других местах производства пряников именуют «жамками».
Особой региональной разновидностью русских пряников являются козули. Такие пряники очень популярны в Архангельской области, а также у русского населения Урала. По способу изготовления козули различаются от региона к региону: вырезные, кручённые и лепные. Рецепты теста для козуль разнообразны и зачастую хранят в семьях десятилетиями. Характерным компонентом такого теста является «жжёнка» — карамелизованный до янтарно-коричневого цвета сахарный сироп. Почти всегда козули богато декорированы — расписаны взбитой белковой массой с добавлением разных красителей.

## Пословицы и поговорки
- За сладкими пряниками семь вёрст ходить надо
- Жена не пряник, а ржаной ломоть.
- Наш Сергунька не брезгунька, ест пряники и неписаные
- Веселый пряник и под мышкой пролезет
- Без работы пряников не кушать
- Даром неграмотный, а пряники ест писаные
- У нашего батьки не как у мужика: пряники ломай, да со щами хлебай, а сядешь есть — и хлеба в честь
- Книга не пряник, а к себе манит
- Мы люди неграмотные, едим пряники неписаные
- Хорошие слова, а всё не пряники
- Ребенку дорог пряник, а старцу — покой

## Музеи пряников
- Венгерский музей пряников, город Сексард
- Дом-музей пряников, город Владимир, Россия
- Музей «Городецкий пряник», город Городец, Россия
- Музей истории пряника, город Ярославль, Россия
- Музей пряника, город Минск, Белоруссия
- Музей  «Пряничный домик», деревня Раби, Чехия
- Музей тульского пряника, город Тула, Россия
- Пряничный живой музей, город Торунь, Польша
- Словенский живой музей пряничного дела, город Радовлица
- Эльзасский музей пряников, городок Гертвиллер, Франция